# Baza de Jerdon
Aviceda jerdoni
Espèce
Statut de conservation UICN

 LC  : Préoccupation mineure
Statut CITES
Le Baza de Jerdon (Aviceda jerdoni) est une espèce d'oiseau de proie de la famille des Accipitridae vivant en Asie du Sud-Est.
Il est nommé en hommage à Thomas Caverhill Jerdon.

## Sous-espèces
D'après la classification de référence (version 14.1, 2024) de l'Union internationale des ornithologues, le Baza de Jerdon possède 5 sous-espèces (ordre philogénique) :
- Aviceda jerdoni jerdoni (Blyth, 1842) ;
- Aviceda jerdoni ceylonensis (Legge, 1876) ;
- Aviceda jerdoni borneensis (Bruggemann, 1876) ;
- Aviceda jerdoni magnirostris (Kaup, 1847) ;
- Aviceda jerdoni celebensis (Schlegel, 1873).